# Šjanska stela
Šjanska_stela ali stela Džingdžjao  (kitajsko: 景教碑; pinjin: Jǐngjiào bēi), včasih prevedena kot nestorijanska stela, je stela kitajske dinastije Tang, postavljena leta 781, ki dokumentira 150 let zgodnjega krščanstva na Kitajskem. Gre za apnenčast blok, visok 279 centimetrov, z besedilom v kitajščini in sirščini, ki opisuje obstoj krščanskih skupnosti v več mestih na severu Kitajske. Razkriva, da je prvotno Cerkev Vzhoda leta 635 priznal cesar Tang Taidzong zaradi prizadevanj krščanskega misijonarja Alopena. Glede na stelo so Alopen in njegovi kolegi sirski misijonarji prišli na Kitajsko iz Dačina (Vzhodno rimsko cesarstvo) v devetem letu cesarja Taidzonga (Tai Tsung) (635) in prinesli svete knjige in podobe. Besedilo na steli je sestavil menih Cerkve Vzhoda Adam (kitajščina Džingdžjng). Stela, zakopana leta 845, verjetno med preganjanjem budizma v času Huičhanga, je bila ponovno odkrita šele leta 1625. Zdaj je v Gozdu stel v Šjanu.

## Odkritje
Stelo so odkrili v pozni dinastiji Ming (med letoma 1623 in 1625) poleg templja Čongren (崇仁寺) zunaj Šjana. Po poročilu jezuita Alvara Semeda so delavci, ki so našli stelo, o najdbi takoj obvestili guvernerja, ki je kmalu obiskal spomenik in jo dal postaviti na podstavek pod zaščitno streho ter prosil bližnji budistični samostan, naj skrbi zanjo.
Novo odkrita stela je pritegnila pozornost lokalnih intelektualcev. Džang Gengjou (Wade-Giles: Chang Keng-yu) je bil prvi, ki je besedilo prepoznal kot krščansko po vsebini. Džang, ki je bil za krščanstvo seznanjen prek Mattea Riccija in je bil morda tudi sam kristjan, je kopijo kitajskega besedila na steli poslal svojemu krščanskemu prijatelju Leonu Li Džidzaou v Hangdžov, ki je nato besedilo objavil in o njem obvestil lokalne jezuite.
Alvaro Semedo je bil prvi Evropejec, ki je obiskal stelo (nekje med letoma 1625 in 1628). Nicolasa Trigaulta latinski prevod napisa na spomeniku je kmalu prišel v Evropo in je bil očitno prvič objavljen v francoskem prevodu leta 1628. Kmalu so bili objavljeni tudi portugalski in italijanski prevodi ter latinski ponovni prevod. Semedovo poročilo o odkritju spomenika je bilo objavljeno leta 1641 v njegovem delu Imperio de la China.
Zgodnji jezuiti so poskušali trditi, da je stelo postavila zgodovinska skupnost rimokatoličanov na Kitajskem, nestorijanstvo so imenovali herezija in trdili, da so katoličani prvi prinesli krščanstvo na Kitajsko. Toda kasnejši zgodovinarji in pisci so priznali, da je v resnici iz Vzhodne cerkve in ne iz Rimskokatoliške cerkve.
Prva objava izvirnega kitajskega in sirskega besedila napisa v Evropi se pripisuje Athanasiusu Kircherju. China Illustrata, ki jo je uredil Kircher (1667), je vključevala reprodukcijo izvirnega napisa v kitajskih znakih, romanizacijo besedila in latinski prevod. To je bilo morda prvo obsežnejše kitajsko besedilo, ki je bilo v izvirni obliki na voljo evropski javnosti. Prefinjen sistem romanizacije, ki odraža kitajske tone in je bil uporabljen za prepisovanje besedila, je bil tisti, ki ga je prej razvil sodelavec Mattea Riccija, Lazzaro Cattaneo (1560–1640).
Prepis in prevod sta opravila Michał Boym in dva mlada kitajska kristjana, ki sta obiskala Rim v 1650-ih in 1660-ih: Boymov sopotnik Andreas Dženg (郑安德勒) in kasneje še ena oseba, ki se je v latinščini podpisala kot "Matthaeus Sina". D. E. Mungello predlaga, da je bil Matthaeus Sina morda oseba, ki je z Johannom Grueberjem potovala po kopnem iz Kitajske v Evropo.

## Vsebina
Naslov na kamnu, kitajščina za Spomenik širjenja svetle religije na Kitajskem iz Dačina (大秦景教流行中國碑, skrajšano 大秦景教碑). Še bolj skrajšano različico naslova, 景教碑 (Jǐngjiào bēi, "Stela svetle religije"), v obliki Wade-Giles, Ching-chiao-pei ali Chingchiaopei, so nekateri zahodni pisci uporabljali za označevanje stele kot no.
Ime stele lahko prevedemo tudi kot Spomenik v spomin na širjenje svetle religije Ta-Čin v Srednjem kraljestvu (cerkev se je sama imenovala Svetla religija Dačina, pri čemer je bil Dačin kitajski izraz za Rimsko cesarstvo v 1. in 2. stoletju n. št., v poznejših obdobjih pa se je uporabljal tudi za označevanje sirskih krščanskih cerkva).

### Avtorstvo
Stela je bila postavljena 4. februarja 781 (Džjandžong 2, Taicu [1] mesec, 7. dan v napisu) v cesarski prestolnici Čangan (današnji Šjan) ali v bližnjem okrožju Džoudži. Kaligrafijo je napisal Lü Šiujan (呂秀巖), vsebino pa je sestavil menih Vzhodne cerkve Džingdžing v štiri- in šestmestnem evfemistično slogu. (大秦寺僧㬌淨述, Povezan z Džingdžingom, menihom iz templja Daqin). Glosa v sirščini identificira Džingdžing z Adamom, duhovnikom, korepiskopom in papašem iz Sinistana ( 국어 국어 국어 국어 국어 국어 국어 국어 국어 국어 국어 국어 국어 국이 전이 전 전이 전 전 정전 정자 정자자자 정자자 전이의 전 전이의 qshisha w'kurapisqupa w'papash d'Sinistan). Čeprav je izraz papaš (dobesedno 'papež') nenavaden in je običajno sirsko ime za Kitajsko Beth Sinaje, ne Sinistan, ni razloga za dvom, da je bil Adam metropolit Cerkve vzhodne cerkvene province Beth Sinaye, ki je bila ustanovljena pol stoletja prej med vladavino patriarha Sliba-zkha (714–28). Sirska datacijska formula se nanaša na vzhodnega patriarha Cerkve Hnanišo II. (773–780), o čigar smrti nekaj mesecev prej očitno še ni prišla do vzhodne Cerkve v Čanganu. Pravzaprav je bil januarja 781 vladajoči vzhodni patriarh Timotej I. (780–823), ki je bil posvečen v Bagdadu 7. maja 780. Navedena so imena več višjih duhovnikov (en škof, dva horepiskopa in dva arhidiakona) in približno sedemdeset menihov ali duhovnikov. Imena višjih duhovnikov so na sprednji strani kamna, medtem ko so imena duhovnikov in menihov vpisana v vrstah vzdolž ozkih stranic kamna, tako v sirščini kot v kitajščini. V nekaterih primerih so kitajska imena fonetično blizu sirskim izvirnikom, v mnogih drugih pa so jim malo podobna. Nekateri menihi vzhodne Cerkve so imeli značilna perzijska imena (kot sta Isadsafas, Gušnasap), kar kaže na to, da bi lahko prišli iz Fars ali drugod v Perziji, vendar je imela večina običajna krščanska imena ali nekakšno sestavljeno sirsko ime (kot je ʿAbdišoʿ, 'Jezusov služabnik'), ki je bilo zelo priljubljeno med vsemi vzhodnimi kristjani. V takih primerih je nemogoče uganiti njihov izvor.

### Vsebina
Na vrhu plošče je križ. Pod tem naglavnim okraskom je dolg kitajski napis, ki ga sestavlja približno 1900 kitajskih znakov, včasih dodanih v sirščino (več stavkov, ki skupaj znašajo približno 50 sirskih besed). Besedilo, ki se nanaša na Boga z naslovom 真主, pinjin: Zhēnzhǔ (dobesedno "Resnično veličanstvo" ali "Pravi Gospod"), se nanaša na Genezo, križ in krst. Prav tako izkazuje poklon misijonarjem in dobrotnikom cerkve, za katere je znano, da so na Kitajsko prispeli do leta 640. Besedilo vsebuje ime zgodnjega misijonarja, Alopena. Plošča opisuje Slikovito religijo in poudarja Trojico in učlovečenje, vendar ne omenja ničesar o Kristusovem križanju ali vstajenju. Drugi omenjeni kitajski elementi vključujejo lesen zvonec, brado, tonzuro in odrekanje. Sirska lastna imena za Boga, Kristusa in Satana (Alaha, Mšiha in Satana) so bila fonetično prevedena v kitajščino. Kitajske transliteracije so bile narejene tudi iz ene ali dveh besed sanskrtskega izvora, kot sta Sfatica in Dasa. Obstaja tudi perzijska beseda, ki označuje nedeljo.
Jazedbuzid (Jisi v kitajščini) je pomagal generalu dinastije Tang Guo Zijiju vojaško zatreti upor v An Lušanu, ki so ga vodili Sogdijsko-Turki, pri čemer je Jisi osebno deloval kot vojaški poveljnik, Jisija in Vzhodno cerkev pa je dinastija Tang nagradila z nazivi in položaji, kot je opisano na Šjanski steli.

## Razprava
Stela iz Šjana je v 17. stoletju pritegnila pozornost nekaterih protikrščanskih, protestantskih, protikatoliških ali katoliških protijezuitskih skupin, ki so trdile, da je kamen ponaredek ali da so napise spremenili jezuiti, ki so služili na dvoru Ming. Trije najvidnejši zgodnji skeptiki so bili nemško-nizozemski prezbiterijanski učenjak Georg Horn (1620–1670) (De originibus Americanis, 1652), nemški zgodovinar Gottlieb Spitzel (1639–1691) (De re literaria Sinensium commentarius, 1660) in dominikanski misijonar Domingo Navarrete (1618–1686) (Tratados historicos, politicos, ethicos, y religiosos de la monarchia de China, 1676). Kasneje so Navarretovo stališče prevzeli francoski janzenisti in Voltaire.
Do 19. stoletja je razprava postala manj sektaška in bolj znanstvena. Med pomembnejšimi skeptiki so bili Karl Friedrich Neumann, Stanislas Julien, Edward E. Salisbury in Charles Wall. Ernest Renan je sprva imel 'hude dvome', a si je sčasoma v luči kasnejših znanstvenih raziskav premislil v prid pristnosti stele. Med zagovorniki so bili tudi nekateri nejezuitski učenjaki, kot so Alexander Wylie, James Legge in Jean-Pierre-Guillaume Pauthier, čeprav je bilo najbolj vsebinsko delo v obrambi pristnosti stele – tridelna knjiga La stele chrétienne de Si-ngan-fou (1895 do 1902) – avtorja jezuitskega učenjaka Henrija Havreta (1848–1902).
Paul Pelliot (1878–1945) je opravil obsežno raziskavo o steli, ki pa je bila objavljena šele posmrtno, leta 1984 (druga izdaja, ki jo je revidiral Forte, je bila nato objavljena leta 1996). Njegovo in Havretovo delo še vedno veljata za dve "standardni knjigi" na to temo.

## Sodobna lokacija in replike
Od konca 19. stoletja so številni evropski znanstveniki menili, da bi stelo nekako prenesli iz Kitajske v Britanski muzej ali na kakšno drugo 'primerno' lokacijo (npr. Frederic H. Balfour v svojem pismu, objavljenem v The Timesu v začetku leta 1886). Danski znanstvenik in pustolovec Frits Holm je leta 1907 prišel v Šjan z načrtom, da bo spomenik odnesel zase v Evropo. Lokalne oblasti so mu to preprečile in stelo skupaj z želvo premestile iz bližine templja Čongren v muzej Beilin (Muzej gozda stel) v Šjanu.
Holm je dal izdelati natančno kopijo stele in repliko stele poslati v New York, kjer jo je nameraval prodati Metropolitanskemu muzeju umetnosti. Direktor muzeja Caspar Purdon Clarke pa ni bil ravno navdušen nad nakupom »tako velikega kamna ... brez umetniške vrednosti«. Kljub temu je bila replika stele razstavljena v muzeju ('na posodo' od g. Holma) približno 10 let. Končno je leta 1917 neka gospa George Leary, bogata Newyorčanka, kupila repliko stele od Holma in jo poslala v Rim kot darilo papežu. Druga replika v polni velikosti, ki jo je leta 1919 podarila gospa George Leary, je stalno razstavljena v Medkulturnem centru Bunn na kampusu Univerze Georgetown (Washington, D. C.).
Izvirna stela iz Šjana ostaja v Gozdu stel. Zdaj je razstavljena v muzejski sobi številka 2 in je prva stela na levi za vnosom. Ko je bil leta 2003 objavljen uradni seznam kitajskih kulturnih relikvij, ki jih je prepovedano razstavljati v tujini, je bila stela vključena na ta kratek seznam posebej dragocenih in pomembnih predmetov.
Druge kopije stele in njene želve najdemo v bližini pagode Šjan Dačin, na gori Kōja na Japonskem in v cerkvi Tianhe v Guangdžovu.

## Drugi zgodnjekrščanski spomeniki na Kitajskem
Številni krščanski nagrobniki so bili najdeni tudi na Kitajskem v provinci Šindžjang, Čuandžovu in drugod iz nekoliko poznejšega obdobja. Obstajata tudi dve veliko kasnejši steli (iz let 960 in 1365), ki predstavljata nenavadno mešanico krščanskih in budističnih vidikov, ki sta ohranjeni na mestu nekdanjega samostana Križa v okrožju Fangšan blizu Pekinga.
Leta 2006 so v Luojangu odkrili pogrebni kamniti steber z napisi Cerkve Vzhoda, nestorijanski steber iz Luojanga. Napisi, postavljeni in vgravirani leta 815, delno opisujejo ozadje sogdijske krščanske skupnosti, ki je živela v Luojangu.

## V popularni kulturi
V 20. epizodi serije Najdaljši dan v Čanganu menih Džingde (Volker Helfrich) izroči misijonarski letak Tan Či (Rayzha Alimjan), ki vsebuje besedilo z napisa na Šjanski steli.

## Druga literatura
- Henri Havret sj, La stèle chrétienne de Si Ngan-fou, Parts 1–3. Full text (was) available at Gallica:
  - Part 1 (1895)
  - Part 2 (1897)
  - Part 3 (1902)

Some of the volumes can also be found on archive.org.
- Carus, Paul; Wylie, Alexander; Holm, Frits (1909), The Nestorian Monument: An Ancient Record of Christianity in China, with Special Reference to the expedition of Frits V. Holm..., The Open court publishing company
- Holm, Frits (2001), My Nestorian Adventure in China: A Popular Account of the Holm-Nestorian Expedition to Sian-Fu and Its Results, Volume 6 of Georgias reprint series, Gorgias Press LLC, ISBN 0-9713097-6-0. Originally published by: Hutchinson & Co, London, 1924.
- Keevak, Michael (2008), The Story of a Stele: China's Nestorian Monument and Its Reception in the West, 1625-1916, ISBN 978-962-209-895-4
- Balmont, Alexis (2025), Le christianisme chinois du haut Moyen Âge. Recherche historique, philologique et théologique sur les textes chrétiens chinois du VIIe au Xe siècle., ISBN 978-2204168694. Published by Éditions du Cerf, Paris, includes a critical edition of the Chinese and Syriac text, introduced and annotated, together with a French translation.